# 輝く日を仰ぐとき
輝く日を仰ぐとき（かがやくひをあおぐとき，典: O store Gud、英: How great thou art）はアメリカとイギリスで普及した、スウェーデンの賛美歌。
原作者は、カール・グスタフ・ボーベリー（1859-1940）である。1885年ころ夏に、スウェーデン南東部海岸のモンテステロス付近をおとずれた時に、激しい雷雨に見舞われたが、まもなく雷雨は上がり、小鳥が再び歌い始めて、入り江のなかから教会の鐘の音が水面を伝わって響いていくるのを聞いた時、神の創造のわざと、神のあがないに心を打たれて、思わずひざまづき神を賛美してこの歌詞を作った。この時の9節の歌詞が、定期刊行物に発表された。数年後に、作者はスウェーデン南西部ヴェルムランド地方で、この曲が民謡曲に合わせて歌われているのを聞いた。
後に、ドイツ語に訳されて、原語のままアメリカに伝えられた。1925年に英訳されて、1931年のスウェーデン系の教派の讃美歌集に収録されているが普及しなかった。
ドイツ語からロシア語に訳されたこの歌を、1948年にイギリス人宣教師が聞いて、ロシア民謡と勘違いして、英訳したのが、1949年に発表された。
1951年にアメリカのロングアイランドでのストーニー・ブルック聖書集会で用いられ、ビリー・グラハムのクルセード伝道の音楽家クリフ・バロウズがロンドン・クルセード集会中にこの歌を発見した。それ以来急激に普及した。1960年のen:The Christian Heraldでは、第四位の人気投票の結果だった。
日本では、中田羽後が訳詩・編集をして、聖歌に発表した。日本でのビリー・グラハム国際大会で聖歌隊によって歌われて有名になった。

## 歌詞
1. 輝く日を仰ぐとき、月星(つきほし)ながむるとき、雷(いかずち)鳴りわたるとき、まことのみ神を思う。＊我が魂(たま)、いざたたえよ、聖なる御神を。我が魂、いざたたえよ、聖なる御神を。
2. 森にて鳥の音を聞き、そびゆる山に登り、 谷間のきよき流れに、まことのみ神を思う。＊（繰り返し）
3. み神は世びとをあいし、ひとりのみ子をくだし、世びとの救いのために、十字架にかけたまえり。＊（繰り返し）
4. あめつちつくりし神は、ひとをもつくりかえて、ただしくきよきたましい　持つ身とならしめたもう。＊（繰り返し）
5. まもなく主イェスはきたり、われらをむかえたまわん。いかなるよろこびの日ぞ、いかんるさかえの日ぞ。＊（繰り返し）[1]

## 所収
- 聖歌 (日本福音連盟)480番
- 讃美歌第二編161番
- 讃美歌21 226番
- 聖歌 (総合版)497番
- 救世軍歌集255番